# Хаймхаузен
Хаймхаузен (нем. Haimhausen) — община в Германии, в земле Бавария. 
Подчиняется административному округу Верхняя Бавария. Входит в состав района Дахау.  Население составляет 4893 человека (на 31 декабря 2010 года). Занимает площадь 26,73 км².
Коммуна подразделяется на 8 сельских округов.